# Man vs Bee
Man Vs Bee és una sèrie de televisió de comèdia britànica del 2022 creada i escrita per Rowan Atkinson i William Davies. El programa consta de nou episodis, cadascun d'ells dirigit per David Kerr. Atkinson protagonitza el paper d'un home en mala situació que es troba atrinxerat en una batalla amb una abella mentre està a la casa moderna d'una parella rica. També hi apareixen Jing Lusi, Claudie Blakley, Tom Basden, Julian Rhind-Tutt, Greg McHugh i India Fowler. Man Vs Bee es va estrenar a Netflix el 24 de juny de 2022 i va rebre valoracions generalment positives de la crítica.

## Sinopsi
Trevor Bingley és un maldestre i abnegat pare de família separat, que comença a treballar com a cuidador d'una mansió de luxe, mentre els seus amos se'n van de vacances. El caos s'iniciarà en intentar derrotar una abella que s'ha introduït a la casa.

## Repartiment
- Rowan Atkinson com a Trevor Bingley
- Claudie Blakley com Jess (ex-dona de Trevor)
- Jing Lusi com a Nina Kolstad-Bergenbatten (propietària de la mansió)
- Índia Fowler com a Maddy (filla de Trevor)
- Julian Rhind-Tutt com Christian Kolstad-Bergenbatten (marit de Nina)
- Tom Basden com a oficial de policia
- Chizzy Akudolu com a jutge
- Aysha Kala com a detectiu
- Gedimines Adomaitis com Marek (lladre)
- Christian Alifoe com a Karl (lladre)
- Daniel Fearn com a Lewis (lladre)
- Greg McHugh com a jardiner
- Brendan Murphy com a Eric
- Phil Cornwell com a Armstrong
- Daniel Cook com a agent d'assegurances
- Hannah Bourne com a Victòria
- Yasmine Holness-Dove com a Joy
- Llegeix Byford com a constructor
- Neil Alexander Smith com a presoner

## Alliberament
La sèrie es va anunciar el 13 de desembre de 2020. El repartiment i la data d'estrena es van anunciar el 14 d'abril de 2022. El tràiler de la sèrie es va publicar el 26 de maig de 2022. El 24 de juny de 2022 es van publicar nou episodis a Netflix. La promoció de la sèrie va incloure una cartellera a Manchester, i una tira còmica de Beano de Nigel Parkinson. Tres escultures d'Atkinson van ser creades i presentades a la catedral de Sant Pau per promocionar la sèrie i conscienciar sobre els problemes que enfronten les "espècies natives d'abelles i pol·linitzadors britànics".

## Recepció

### Visualització del públic
La sèrie es va veure durant 18,2 milions d'hores durant el cap de setmana d'obertura, ocupant el 10è lloc mundial a Netflix durant la setmana que va finalitzar el 26 de juny de 2022. El 3 de juliol de 2022, la sèrie s'havia vist durant 25,4 milions d'hores i va pujar al 7è lloc de Netflix a nivell mundial durant la setmana anterior.